# Aramac
Aramac – miasto w Australii, w stanie Queensland.